# أهارون أيزنبرغ

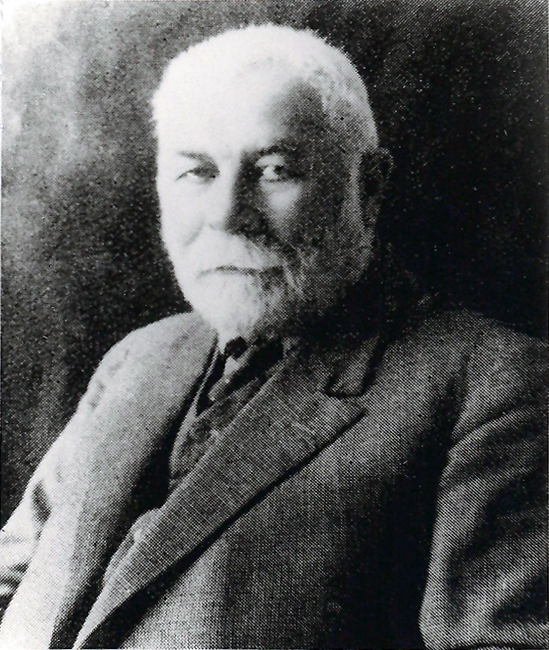
أهارون أيزنبرغ

أهارون أيزنبرغ (بالعبرية: אהרן אייזנברג)، 14 نوفمبر 1863 - 23 سبتمبر 1931) من رواد منظمة "أحباء صهيون" في روسيا، من رجال الهجرة الأولى، أحد المؤسسين من مستوطنة رحوفوت.

## سيرته
ولد أهارون أيزنبرغ عام 1863 في شتيتلس مدينة بينسك في مقاطعة مينسك التابعة للإمبراطورية الروسية (ضمن نطاق الاستيطان اليهودي المسموح به داخلها)، في روسيا البيضاء. ابن الحاخام أبراهام موشيه أيزنبرغ "بعل هاشم" وراشيل. لُقب في شبابه بـ "معجزة بينسك" لتفوقه في دراسات التوراة. نشط منذ شبابه في حركة حيفات صهيون، وفي عام 1886 هاجر إلى فلسطين مع زوجته بيلها من بيت يهوشوع مشعل. ولما وصل إلى فلسطين تعلم حرفة فن الحجارة ومارسها في يافا وريشون لتسيون. ومن أجل أن يكون مستقلاً في عملياته، انتقل إلى وادي حنين (نيس زيونا) واستقر مع عائلته في الطابق السفلي من عقار رؤوفين ليرر، وهو المكان الذي سرعان ما أصبح مركز "منظمة بني موشيه" الصهيونية.
اعتاد أيزنبرغ الالتقاء أيام السبت في تل دوران بأصدقائه شموئيل كوهين من ريشون لتسيون ويهودا غيرزوفسكي من كفار عقرون. وفي اجتماعهم في سبتمبر 1889، كشف لهم أيزنبرغ عن رغبته في الحصول على أرض دوران وإقامة مستعمرة يهودية عليها. وأقنع يهوشوا هانكين بالمشاركة في الفكرة. أصبحت رغبة أهارون أيزنبرغ والأصدقاء الذين انضموا إليه جزءاً من مشروع جمعية "منوحا فينحلا" - وهي مجموعة يهود وارسو كانت تطمح إلى إنشاء وإدارة مستعمرة مستقلة في فلسطين. وهكذا اتحد أعضاء "منوحا فينحلا" مع أفراد بقيادة أيزنبرغ، واشتروا أراضي دوران من يهوشوع هانكين الذي كان قد اشتراها من بطرس روك وأسسوا رحوفوت التي أصبحت من أبرز المستعمرات.
كانت أراضي ديران قد وضعت للبيع في المزاد العلني عام 1873م حيث اشتراها الطيان المسيحي العربي ثم باعها إلى بطرس روك. وفي عام 1889م، حاولت البعثة الألمانية برئاسة شنلر أن تشتري الأرض من روك لكن أيزنبرغ ومجموعته تحصلوا عليها.
عُين أهارون أيزنبرغ مديراً للموقع نيابةً عن جمعية "منوحا فينحلا". استقر في المستعمرة الجديدة وكرس لها بقية حياته. وفي عام 1901، وبجهود أهارون أيزنبرغ، تم شراء قطعة أرض من أراضي الرملة، على الحدود الشمالية للمستوطنة، تبلغ مساحتها حوالي ثلاثمائة دونم. وكانت هذه هي المرة الأولى التي يتم فيها توسيع حدود رحوفوت منذ تأسيسها. في عام 1901، بعد ليفين إبشتاين، تم انتخاب أهارون أيزنبرغ رئيسًا للِجنه وظل في هذا المنصب حتى أصبحت رحوفوت مجلسًا محليًا، في عام 1923. وفي يوم الغفران عام 1937 سقط في الكنيس بعد صراع طويل مع المرض، ولم يستعد وعيه بعدها ثم توفي. نقش على شاهد قبره: "الحاخام أهرون أيزنبرغ، منشئ المستعمرة وبانيها".